# الطاقة الشمسية في هولندا

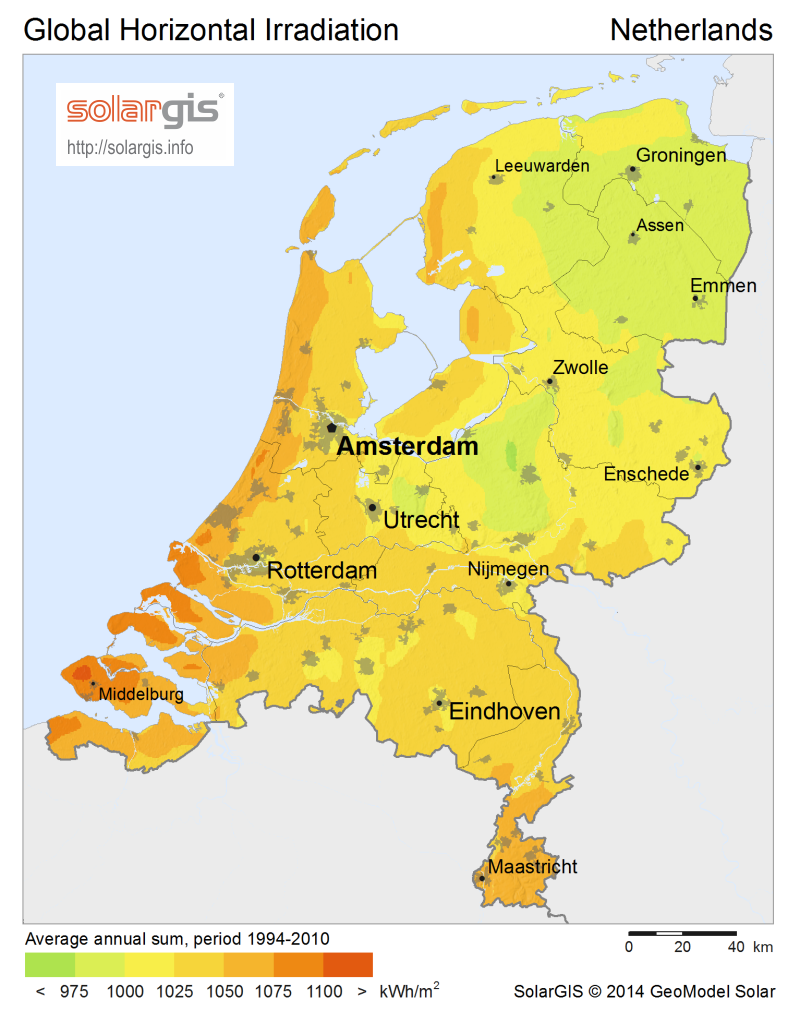
الإشعاع الشمسي في هولندا.

بنهاية عام 2013، أعلنت الحكومة الهولندية أنها نجحت في تثييت 665 ميجاوات من الطاقة الشمسية. وبحلول أغسطس 2014، وصلت السعة الكلية إلى حوالي 1 جيجاوات. فشلت المعونة المالية المقدرة بحوالي 33 يورو لكل كيلو وات ساعة في جذب المزيد من الإستثمار. لم يزل الأمر كذلك كثيرا فقد أعلن البنك الهولندي عن نيتة للمساهمة في تطوير الطاقة الشمسية في هولندا.
كان أكبر تثبيت للطاقة الشمسية في هولندا عام 2002 عندما نجحت في تثييت 2.2 ميجاوات في هارلمرمير، في عام 2011، تم تثبيت 500 كيلووات على أسطح محطة روتردام (Rotterdam) المركزية. في عام 2015 تم البدء في إنشاء محطة خلايا شمسية بسعة 6 ميجاوات على جزيرة أمالاند.
في عام 2012، تمت مضاعفة السعة الكهربائية للطاقة الشمسية لتصل إلى 321 ميجاوات، بإضافة 175 ميجاوات. وفقا لتقارير الشبكة الهولندية للكهرباء، فإن السعة التراكمية قد وصللت إلى 655.4 ميجاوات بنهاية عام 2013.
في نوفمبر 2014 SolaRoad، أول تجربة لتوزيع الطاقة الشمسية والتي تم تجربتها في قرية Krommenie. يهدف المشروع إلى اختبار كفاءة الشبكة وتحديد التكلفة المناسبة. هذا المشروع قادر على توليد من 50 إلى 70 كيلو وات لكل متر مربع كل سنة. والذي بدورة قادر على توفير الطاقة اللازمة لإنارة الشوارع مرورا بالسيارات الكهربائية إلى المنازل. يرى مطورين المشروع أن 20٪ من 140000 كيلو متر على طريق هولاند كافية لتوفير الطاقة اللازمة في موسم الحصاد.

## الإحصائيات
بالإضافة إلى توليد الكهرباء من الخلايا الشمسية، تستخدم الطاقة الشمسية في تسخين المياة بشكل كبير، ففي نهاية 2011 كان قد تم استخدام 332.217 لهذا الغرض.
- | 2014 | تايلاند  | هولندا           | سويسرا |                 |
| 2013 | كندا     | رومانيا          |        |                 |
| 2012 | بلغاريا  | اليونان          | الهند  | المملكة المتحدة |
| 2011 | أستراليا | الصين            |        |                 |
| 2010 | بلجيكا   | جمهورية التشيك   | فرنسا  |                 |
| 2009 | إيطاليا  |                  |        |                 |
| 2008 | إسبانيا  | الولايات المتحدة |        |                 |
| 2004 | اليابان  | ألمانيا          |        |                 |

| العام | التوليد بالميجا وات MWp |
| ----- | ----------------------- |
| 2001  | 20.5                    |
| 2002  | 26.3                    |
| 2003  | 45.7                    |
| 2004  | 49.2                    |
| 2005  | 50.7                    |
| 2006  | 52.2                    |
| 2007  | 52.8                    |
| 2008  | 57.2                    |
| 2009  | 67.5                    |
| 2010  | 88                      |
| 2011  | 146                     |
| 2012  | 321                     |
| 2013  | 739                     |
| 2014  | 1,048                   |
| 2015  | 1,405                   |
|       |                         |

## الصور

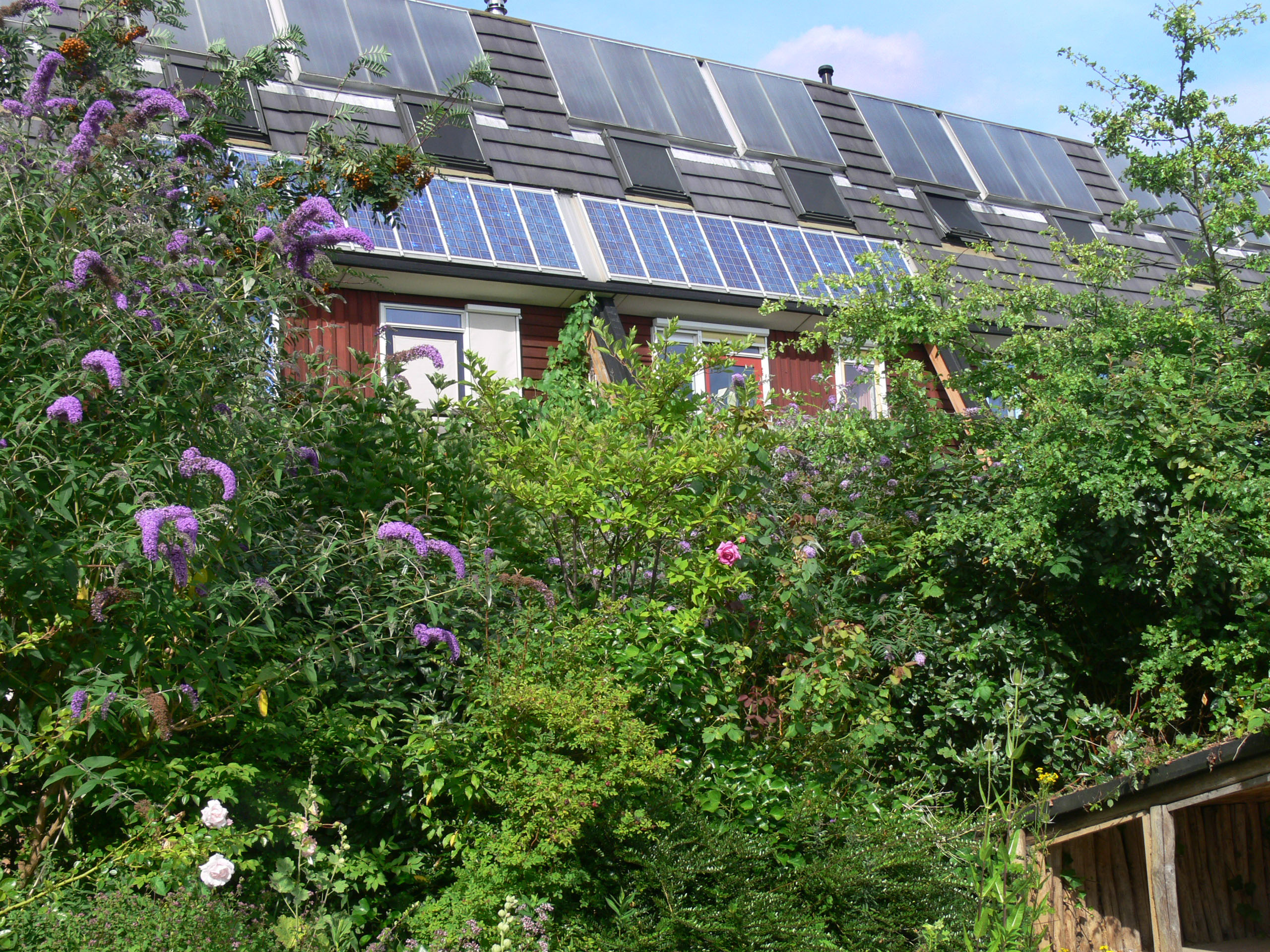
ألواح شمسية وسخانات شمسية على أسطح أحد المنازل.